# 所羅門·烏拉·阿塔
所羅門·皮烏托·烏拉莫萊卡·阿塔（1883年5月16日—1950年3月27日）是一名湯加政治人物，於1941年至1949年擔任湯加首相。

## 生平
阿塔是特維塔·馬努奧潘蓋·阿塔（Tevita Manú'opangai Ata）和波林·馬努圖凡加·紐梅托魯（Pauline Manutu'ufanga Niumeitolu）的兒子，萨洛特·图普三世的表弟。他與其他六位東加貴族一起就讀於悉尼紐寧頓學院。回到湯加後，他在政府工作，並於1904年11月12日被任命為阿塔頭銜。他在內閣中擔任過各種部長職務，於1925年至1941年擔任土地部長。1937年，他再次訪問澳大利亞，研究亞熱帶地區的香蕉種植。1941年，他在紐寧頓學院的朋友維利亞米·湯吉·邁里菲赫親王去世，他被任命為湯加首相。阿塔因此成為連續四位老紐英頓人中的第二位湯加首相，接替他的是陶法阿豪·湯吉王儲，然後是法塔費赫·圖佩萊哈克親王。阿塔在1947年的元旦授勳中被授予大英帝國榮譽官佐勳章。

## 榮譽
- 大英帝國榮譽官佐勳章（OBE）